# Křešice (Děčín)
Křešice  jsou XXXI. část statutárního města Děčína. Nachází se na jihu Děčína. Prochází zde silnice II/261. Děčín XXXI-Křešice leží v katastrálním území Křešice u Děčína o rozloze 3,93 km². V Křešicích se nachází provoz společnosti České loděnice.

## Historie
První písemná zmínka o vesnici pochází z roku 1392. Součástí obce byla i osada Marianaberg, později přejmenovaná na Marjanín.

## Obyvatelstvo
Při sčítání lidu v roce 1921 ve vsi žilo 880 obyvatel (z toho 428 mužů), z nichž bylo 22 Čechoslováků, 850 Němců a osm cizinců. Většina (807 osob) se hlásila k římskokatolické církvi, ale patnáct lidí patřilo k evangelickým církvím, jeden k církvi československé, 33 bylo členů nezjišťovaných církví a 24 lidí bez vyznání. Podle sčítání lidu z roku 1930 měly Křešice 1 016 obyvatel: 43 Čechoslováků, 960 Němců a třináct cizinců. K římskokatolické církvi patřilo 779 lidí, k evangelickým 37 a třináct ke starokatolické církvi. Jednoho zástupce měla církev československá a 186 lidí bylo bez vyznání.
| | 1869 | 1880 | 1890 | 1900 | 1910  | 1921  | 1930  | 1950  | 1961  | 1970  | 1980 | 1991 | 2001 | 2011 |
| --- | ---- | ---- | ---- | ---- | ----- | ----- | ----- | ----- | ----- | ----- | ---- | ---- | ---- | ---- |
| Obyvatelé | 339  | 333  | 422  | 627  | 1 095 | 1 128 | 1 327 | 1 092 | 1 166 | 1 074 | 953  | 821  | 830  | 776  |
| Domy | 54   | 58   | 63   | 74   | 100   | 109   | 141   | 185   | —     | 193   | 190  | 194  | 195  | 205  |
| Tabulka zahrnuje údaje části Marjanín. Počet domů z roku 1961 je zahrnut v domech místní části Boletice nad Labem. |      |      |      |      |       |       |       |       |       |       |      |      |      |      |